# Charles Wallut
Charles Wallut est un dramaturge, éditeur et financier français, né le 3 décembre 1829 à Ville-sous-la-Ferté et décédé le 29 septembre 1899 à Saint-Germain-en-Laye.

## Biographie
Wallut fit ses études de droit à Paris et passa sa thèse de doctorat en 1854. En 1849, il avait commencé à collaborer au Musée des familles, car Ferdinand Wallut, son père, était gérant de la Société qui finançait la publication. Après la mort de Pitre-Chevalier, rédacteur en chef du Musée, il en devient le directeur de 1863 à 1881. C'est, sans doute à cette époque, que Wallut fait la connaissance de Jules Verne. Il se marie en 1855 à Bruxelles avec Mathilde Sachman (1835-1922), dont il eut quatre enfants. Il devint administrateur du Crédit mobilier, la banque fondée par les frères Pereire. Celle-ci connut de nombreux problèmes financiers et Wallut démissionna en 1869. Wallut lance un autre projet, la même année, une revue intitulée Le Monde des enfants, nouveau journal de la jeunesse qui fut un échec. Dans le Musée, il publie quelques nouvelles et comédies, des chroniques et études scientifiques et littéraires, et deux romans dans le genre des Voyages extraordinaires. Le premier, Grandeur et décadence d'une oasis est dédié à Jules Verne. Le second, Marthe Verdier, semble avoir inspiré Verne pour Mistress Branican. Wallut publie également, sous le pseudonyme de Charles Raymond, plusieurs articles dont un sur Jules Verne. Dans les affaires inédites de Jules Verne a été retrouvé un synopsis manuscrit non daté de la main de Wallut. 
Sans doute, Wallut était mieux doué pour les affaires financières. Il prit notamment part à la création du Crédit foncier de France, de l'Immobilière Marseillaise et de la Société du Canal sous la Manche. Avec sa famille, il faisait partie de la petite colonie des amis que Verne aimait à réunir au Tréport, où il organisait de nombreuses croisières à bord de ses différents Saint-Michel.
En 1884, Wallut publia chez Delagrave un manuel sur la pêche à la ligne. Il se peut que Verne s'en soit inspiré pour composer plus tard son Beau Danube jaune. Le banquier mourut dans la propriété de Feuillancourt dont il avait hérité de son père.

## Romans
- 1868 : Grandeur et décadence d'une oasis.
- 1869 : Marthe Verdier[6].

Wallut écrivit également plusieurs nouvelles qui furent éditées dans le Musée des Familles.
- 1884 : un manuel intitulé La Pêche à la ligne.

## Théâtre
En collaboration avec Jules Verne :
- 1852 : La Tour de Montlhéry, drame en cinq actes et un prologue.
- 1853 : Un fils adoptif, comédie en un acte.
- 1861 : Onze jours de siège, comédie en trois actes et en prose.
- 1867 : Les Sabines, opéra-bouffe[7].
- 1873 : Un neveu d'Amérique, comédie en trois actes.